# Mohokare
Mohokare es un municipio local sudafricano situado en el distrito de Xhariep, en la provincia de Estado Libre.

## Superficie
Mohokare tiene una superficie de 8776 km².

## Demografía
En 2022, tenía 36 968 habitantes, una densidad poblacional de 4,21 hab./km², y 10 546 viviendas.